# Ross S. Sterling
Ross Shaw Sterling (* 11. Februar 1875 in Anahuac, Texas; † 25. März 1949 in Fort Worth, Texas) war ein US-amerikanischer Politiker und von 1931 bis 1933 Gouverneur des Bundesstaates Texas.

## Frühe Jahre
Ross Sterling besuchte die öffentlichen Schulen seiner Heimat. Bis etwa 1895 arbeitete er als Hilfskraft auf Farmen. Danach betrieb er ab 1903 einen Futterladen. Anschließend erwarb er einige kleine Banken der Umgebung und stieg so in das Bankgeschäft ein. Ebenfalls ab 1903 war Sterling im Ölgeschäft. Im Jahr 1910 gründete er mit der Humble Oil and Refining Company eine eigene Ölfirma, deren Präsident er wurde. Im Jahr 1918 wurde er auch Präsident einer lokalen Eisenbahngesellschaft. 1925 verkaufte er seinen Anteil an der Ölfirma und stieg in Houston in das Immobilien- und Zeitungsgeschäft ein.

## Politischer Aufstieg und Gouverneur von Texas
Sterling wurde Mitglied der Demokratischen Partei. Im Jahr 1930 wurde er Vorsitzender der Straßenbauverwaltung (Highway Commission). In dieser Eigenschaft war er für den Ausbau der Fernstraßen in Texas verantwortlich. Dann wurde er als Kandidat seiner Partei zum Gouverneur seines Staates gewählt. Ross Sterling trat sein neues Amt am 20. Januar 1931 mitten in der großen Weltwirtschaftskrise an. Um eine Überproduktion von Baumwolle zu verhindern, beabsichtigte er die Verringerung der Anbaufläche. Das wurde aber als nicht verfassungskonform von einem Gericht verworfen. Um die Ölproduktion zu drosseln, verhängte er über vier Bezirke das Kriegsrecht und ließ die Ölquellen stilllegen. Auch das wurde später als verfassungswidrig zurückgewiesen. Im Jahr 1932 unterlag er in den Vorwahlen seiner Partei gegen die frühere Gouverneurin Miriam A. Ferguson, die dann in eine zweite Amtszeit gewählt wurde.

## Weiterer Lebenslauf
Nach dem Ende seiner Gouverneurszeit zog sich Sterling aus der Politik zurück und stieg erneut in das Ölgeschäft ein. Er gründete die Sterling Oil and Refine Company, deren Präsident er zwischen 1933 und 1946 war. Zwischenzeitlich war er auch Präsident der American Maid Flour Mills und der Ross Sterling Investment Company. Ross Sterling war auch Vorstandsvorsitzender der Houston National Bank. Er starb im Jahr 1949 in Fort Worth. Mit seiner Frau Maude Abbie Gage hatte er fünf Kinder.